# Synagoge (Dawyd-Haradok)

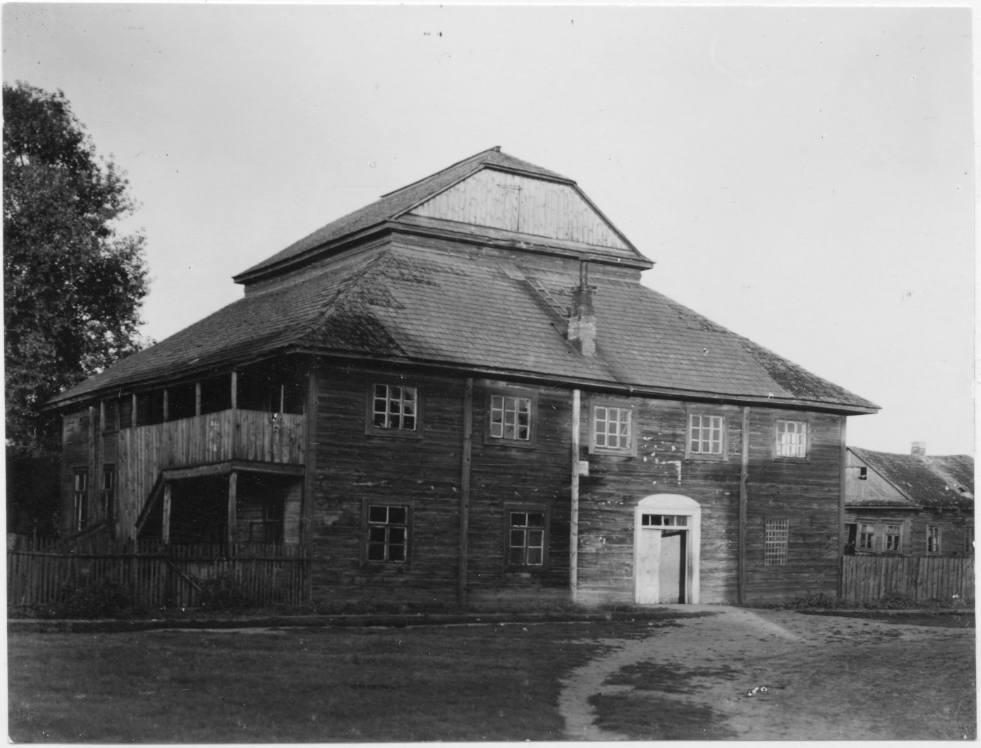
Synagoge 1929

Die Synagoge in Dawyd-Haradok (belarussisch Давыд-Гарадок), einer belarussischen Stadt in der Breszkaja Woblasz, wurde vermutlich im 18. Jahrhundert erbaut und 1941 nach dem Überfall auf die Sowjetunion zerstört.
Es liegen nur wenige Informationen und Bilder aus den 1920er Jahren über die Synagoge vor. Im 19. Jahrhundert erfolgten umfangreiche Umbauten, die zweistöckigen Anbauten im Westen und Norden stammen wohl aus dieser Zeit.
Aufgrund des Daches des Hauptraums ist zu vermuten, dass dieser nahezu quadratisch war und innen ein Gewölbe hatte. Über Bima und Toraschrein ist nichts bekannt.